# Danh sách tập phim Enen no Shouboutai
Enen no Shouboutai (Nhật: 炎炎ノ消防隊 (Bộc Hỏa Nhân Tượng) Hepburn: En'en no Shōbōtai, tiếng Anh: Fire Force, Fire Brigade of Flames) là một sê-ri anime được chuyển thể từ manga shounen cùng tên được viết và minh họa bởi Ōkubo Atsushi. Loạt anime đã được công bố vào ngày 14 tháng 11 năm 2018 và được hãng David Production sản xuất.
Mùa thứ hai của loạt anime đã được công bố, và nó sẽ ra mắt vào tháng 7 năm 2020. Các thông báo chính thức mô tả phần tiếp theo sẽ là "mùa 2" của bộ phim.

## Lưu ý
| Phần tóm tắt nội dung mỗi tập phim dưới đây sẽ tiết lộ cốt truyện chính, vì vậy các đọc giả không nên đọc nếu chưa xem qua loạt phim trên. |

| Loạt phim này chưa được phát hành chính thức tại Việt Nam nên tên các tập phim bằng tiếng Việt trong bài viết này sẽ được tác giả tự phiên dịch. |
| Đây là một danh sách "chưa hoàn tất" (chưa kết thúc hoàn toàn) vì thế sẽ thường xuyên cập nhật các thông tin mới.                                |

## Tổng quan
| Mùa | Mùa | Số tập | Số tập | Phát sóng gốc      | Phát sóng gốc        | Phát sóng gốc  |
| Mùa | Mùa | Số tập | Số tập | Phát sóng lần đầu  | Phát sóng lần cuối   | Network        |
| --- | --- | ------ | ------ | ------------------ | -------------------- | -------------- |
|     | 1   | 24     | 24     | 5 tháng 7 năm 2019 | 27 tháng 12 năm 2019 | JNN (MBS, TBS) |
|     | 2   | —      | —      | 3 tháng 7 năm 2020 | —                    | —              |

## Mùa 1 (2019)
Mùa 1 của phim được đạo diễn bởi Yase Yuki, Haijima Yamato xử lý các kịch bản của manga, Morioka Hideyuki  thiết kế các nhân vật và Suehiro Kenichiro sáng tác nhạc. Bộ phim được phát sóng từ ngày 5 tháng 7 đến ngày 27 tháng 12 năm 2019 trên các đài truyền hình Nhật Bản mạng MBS và TBS và là một phần thuộc hệ thống Super Animeism.
Mùa 1 sẽ gồm 24 tập, ở tập 3 ban đầu dự kiến phát sóng vào ngày 19 tháng 7 năm 2019 nhưng vì vụ phóng hoả Kyōto Animation xảy ra vào ngày 18 tháng 7, đã bị hoãn đến ngày 26 tháng 7.
Funimation đã cấp phép cho phần phim phát trực tiếp trên FunimationNow. Vào ngày 19 tháng 7 năm 2019, loạt phim đã được thông báo là sẽ ra mắt trên kênh truyền hình Toonami trực thuộc mạng truyền hình Adult Swim vào ngày 27 tháng 7 năm 2019.

### Danh sách tập phim
| Tập | Tiêu đề | Đạo diễn | Biên kịch                                                              | Ngày phát sóng gốc (2019) | #             |
| --- | --- | --- | ---------------------------------------------------------------------- | ------------------------- | ------------- |
| 1 | "Shinra Kusakabe Gia Nhập" "Shinra Kusakabe, Nyūtai" (「森羅 日下部、入隊」)                                                                               | Dàn dựng: Yase Yūki Diễn hoạt: Morioka Hideyuki Matsuura Tsutomu Kozakai Yoshio Fujimoto Mayu Tanaka Orie Miwa Kazuhiro                                          | Ngôn ngữ: Haishima Yamato Phân cảnh: Yase Yūki                         | 5 tháng 7                 | [ 16 ] [ 17 ] |
| Phần tóm tắt nội dung Bộ phim mở đầu với sự xuất hiện của thanh thiếu niên trẻ tuổi, Shinra Kusakabe (森羅 日下部/ シンラ クサカベ Shinra Kusakabe), một chàng trai với biệt danh "Dấu Chân của Ác Quỷ" (悪魔の足跡/ あくま の あしあと Akuma no Ashiato) mang khả năng đốt cháy đôi chân dị biệt của mình. Anh được gia nhập một lực lượng chữa cháy đặc biệt, Biệt đội Cứu Hỏa đặc biệt 8 (第8特殊消防隊/ ダイ 8 トクシュ ショウボウ タイ Dai 8 Tokushu Shōbōtai), một tổ đội đặc biệt gồm các thành viên là những pyrokinesis với nhiệm vụ "tiễn đưa linh hồn" những "Hỏa nhân" (焰ビト/ ホノオ ビト Homura Bito) về chốn cực lạc. Shinra nhanh chóng nhận được nhiệm vụ đầu tiên, cứu vợ của một ông chủ nhà máy đã trở thành "Hỏa nhân". Vụ hỏa hoạn tại nhà máy dần trở nên căng thẳng, trong khoảnh khắc quyết liệt nhất, anh đã hồi tưởng lại quá khứ đen tối của mình về tai họa 12 năm trước, thứ đã giết chết cả gia đình anh mà nguyên nhân là do "Khả năng về Lửa" (発火能力/ ハッカ ノウリョク Hakka Nōryoku) mà chính bản thân anh bùng phát khi còn nhỏ. Vụ việc này đã khiến anh sợ hãi chính bản thân mình, bị người dân xung quanh phân biệt và tẩy chay. Tuy vậy về sau, Shinra đã vượt qua được nỗi sợ ấy, hoàn thành nhiệm vụ xuất sắc và cuối cùng, anh đã nhận được sự tán dương chân thành từ mọi người xung quanh cũng như chủ sở hữu của nhà máy vì đã yên nghỉ linh hồn của vợ mình thanh thản. 1. | | |                                                                        |                           |               |
| 2 | "Trái Tim của một Khắc Hỏa Binh" "Shōbōkan no Kokoro" (「消防官の心」)                                                                                     | Dàn dựng: Tozawa Shuntarō Diễn hoạt: Homura Minori Toujima Hisashi Tomita Yasuhiro Sakurai Hiroya Tominaga Kazuhito                                              | Ngôn ngữ: Tomita Yoriko Haishima Yamato Phân cảnh: Kazui Hiroko        | 12 tháng 7                | [ 17 ] [ 18 ] |
| Phần tóm tắt nội dung Sau vụ hỏa hoạn lớn tại nhà máy ở tập đầu, tập 2 mở ra với một buổi trò chuyện nhỏ giữa Shinra và Đội trưởng Đội 8, Akitaru Ōbi (秋樽 桜備/ アキタル オウビ), về một sự kiện lớn sắp tới mang tên "Giải Đấu dành cho Tân Binh" (消防官新人大会/ ショウボウカン シンジン タイカイ Shōbōkan Shinjin Taikai) cùng nhiều thông tin về một tân binh mới giống anh, Arthur Boyle (アーサー・ボイル Āsā Boiru), sẽ đại diện cho đội tham dự. Để kiểm tra khả năng của những tân binh trước giải đấu, Trung úy Đội 8, Takehisa Hinawa (武久 火縄/ タケヒサ ヒナワ) đã ra lệnh cho cấp dưới Maki Oze (茉希 尾瀬/ マキ オゼ) thử thách hai người và cô dễ dàng đánh bại họ cũng như sự tự cao thái quá của những thanh niên ấy khi mang sức mạnh "Thế hệ thứ Ba" (第三世代/ ダイ サン セダイ Dai San Sedai) mới. Tuy nhiên, Đội 8 bỗng nhận được thông tin khẩn cấp về một "Hỏa nhân" xuất hiện trong một ngôi nhà ở Quận Iriya (入谷地区/ イリヤ チク Iriya Chiku). Khi đến nơi, Arthur và Shinra lập tức sử dụng vũ khí chuẩn bị chiến đấu nhưng Đội trưởng Akitaru đã nhanh chóng cảnh báo họ cẩn thận để tránh gây đau khổ cho người thân nạn nhân. Cả đội xông vào khu vực hỏa hoạn, Arthur dễ dàng tiêu diệt "Hỏa nhân", tuy vậy đó là một cái bẫy, sự xuất hiện bí ẩn một nhân vật lạ đã khiến ngôi nhà nổ và sụp đổ. Sau khi nhiệm vụ hoàn thành, Akitaru đi đến an ủi cô gái nạn nhân, khi bố và mẹ cô đều trở thành "Hỏa nhân", điều này đã khiến Arthur và Shinra lặng đi trước sự bi kịch thế giới hiện tại và cái trách nhiệm của một hỏa binh. 1. 2. | | |                                                                        |                           |               |
| 3 | "Đại Hội Quan Cứu Hỏa Tân Binh" "Shōbōkan Shinjin Taikai" (「消防官新人大会」)                                                                             | Dàn dựng: Itō Hideya Diễn hoạt: Takahashi Atsuko Baba Kazuki Fujimoto Mayu Honda Hiroyuki                                                                        | Ngôn ngữ: Tomita Yoriko Haishima Yamato Phân cảnh: Terahigashi Katsumi | 26 tháng 7                | [ 19 ] [ 20 ] |
| Phần tóm tắt nội dung Shinra và Arthur tham gia "Giải Đấu dành cho Tân Binh", ở đây anh đã gặp Đội trưởng Leonard Burns (レオナルド・バーンズ Reonarudo Bānzu) của Biệt đội Cứu hỏa đặc biệt 1 (第1特殊消防隊/ ダイ 1 トクシュ ショウボウ タイ Dai 1 Tokushu Shōbōtai), người đã cứu anh 12 năm trước, nhưng ông ấy đã phủ nhận điều ấy. Giải đấu được tổ chức tại một tòa nhà hoang, được giả sử như hiện trường vụ hỏa hoạn và mọi tân binh đã được giao nhiệm vụ phải tiếp cận những người đóng giả làm "Hỏa nhân" nhanh nhất. Shinra bắt đầu sử dụng "Khả năng về Lửa" của mình để bay lên nóc nhà, chính nơi này anh đã gặp một người đàn ông bí ẩn hứa sẽ tiết lộ thông tin về vụ hỏa hoạn mười hai năm trước. Người đàn ông ấy đã giải phóng một ít thứ bột lạ từ một lọ thuốc nhỏ gây ra một loạt vụ nổ để đánh bại Shinra, sau đó hắn tiết lộ rằng em trai của anh vẫn còn sống và đề nghị anh tham gia cùng hắn ta. Khi Arthur và Tamaki Kotatsu (環 古達/ タマキ コタツ) (một thành viên Đội 1) đến, người đàn ông đó đã gọi chính mình là Joker (ジョーカー Jōkā) và đưa ra lời đề nghị cuối cùng để Shinra tham gia cùng hắn ta cũng tìm hiểu sự thật, tuy nhiên anh đã từ chối. Cuối cùng giải đấu đã bị hủy, sau này Shinra đã hỏi Đội trưởng của mình, Akitaru về một tổ chức lớn mang tên "Lực lượng Phòng cháy Chữa cháy đặc biệt" (特殊消防隊/ トクシュ ショウボウタイ Tokushu Shōbōtai) cũng như sự liên kết của nó với một khu công nghiệp lớn, Khu công nghiệp nặng Haijima (灰島重工/ ハイシマ ジュウコウ Haijima/Haishima Jūkō). Ngoài ra nhiều thông tin mật khác đã được Akitaru tiết lộ thêm, khi đã có nhiều biệt đội khác (đồng cấp với họ) đang tiến hành những nhiệm vụ đặc biệt bí ẩn và có khả năng cao đang che giấu điều này. 1. 2. 3. 4. 5. 6. | | |                                                                        |                           |               |
| 4 | "Anh Hùng và Công Chúa" "Hīrō to Hime" (「ヒーローと姫」)                                                                                                  | Dàn dựng: Tozawa Shuntarō Diễn hoạt: Tanaka Orie Maeda Yoshihiro Fujimoto Mayu Tominaga Kazuhito                                                                 | Ngôn ngữ: Haishima Yamato Phân cảnh: Tozawa Shuntarō Kurosawa Mamoru   | 2 tháng 8                 | [ 21 ] [ 22 ] |
| Phần tóm tắt nội dung Sau một giải đấu đầy "thảm họa", tại Nhà thờ của Biệt đội 8 (第8特殊消防教会/ ダイ 8 トクシュ ショウボウ キョウカイ Dai 8 Tokushu Shōbō Kyōkai) (trụ sở của đội) đã có một cuộc nghiên cứu riêng về thứ bột nổ lạ mà kẻ lạ mặt đã sử dụng nhằm gây tai nạn hỏa hoạn trong cuộc thi trước đó. Kết quả cho thấy chúng là tro tàn, được tạo ra từ hài cốt của các "Hỏa nhân" đã bị tiêu diệt. Trong khi đó, Sĩ quan nhất đẳng Maki đã giao nhiệm vụ đến Shinra và Arthur đến giải cứu một con chó mắc kẹt trên cây và khi đến nơi, họ nhận ra đó chính là một trong những linh vật của lực lượng Phòng cháy Chữa cháy đặc biệt, Mamoru (マモル). Cả ba người quây quần lại trò chuyện với nhau, nó kể rằng kể từ khi lính cứu hỏa, Setsuo Miyamoto (節男 宮本/ セツオ ミヤモト) giết chết bốn người trong một cuộc xung đột, điều này đã khiến mọi người dân không còn tin tưởng những người lính cứu hỏa. Cuối ngày hôm đó, Miyamoto đã được phán xét vô tội trong phiên tòa của mình, tuy nhiên hắn ta bỗng bùng cháy và trở thành một "Hỏa nhân". Hắn nổi điên và tấn công nhiều người, ngay lập tức Shinra và Arthur vội vã đi về phía tòa án, họ nhanh chóng phát hiện ra rằng đây là "Hỏa nhân" đặc biệt có thể nhận thức, thay vì thông thường điều này là không thể. Hắn chạy trốn thoát và bị Shinra đuổi theo. Khi ấy, Công chúa Hibana (プリンセス 火華/ プリンセス ヒバナ Purinsesu Hibana) và Biệt đội Cứu Hỏa đặc biệt 5 (第5特殊消防隊/ ダイ 5 トクシュ ショウボウ タイ Dai 5 Tokushu Shōbōtai) đã quan sát tất cả mọi chuyện đang diễn ra và quyết định chiếm lấy "Hỏa nhân" đó cho mục đích riêng của họ. Biệt đội 8 cũng đến đúng lúc, dẫn đến một cuộc chạm chán khá căng thẳng. Cuối cùng, Hibana đã quyết định sẽ chia sẻ những kết quả nghiên cứu về "Hỏa nhân" ấy vì thế Đội trưởng Akitaru miễn cưỡng cho phép cô ấy rời đi, mặc dù anh cũng đang nghi ngờ động cơ của họ. 1. 2. 3. | | |                                                                        |                           |               |
| 5 | "Trận Chiến Bắt Đầu" "Kaisen" (「開戦」) | Dàn dựng: Tokuno Yūji Diễn hoạt: Homura Minori Tomita Yasuhiro Honda Hiroyuki Someya Yurika                                                                      | Ngôn ngữ: Tomita Yoriko Phân cảnh: Tokuno Yūji                         | 9 tháng 8                 | [ 23 ] [ 24 ] |
| Phần tóm tắt nội dung Ở tập này, một lần ngang qua khu vực cầu nguyện, Shinra vô tình thấy sơ Iris (アイリス Airisu) đang cầu nguyện và có thể cô đang khóc tuy nhiên cô phủ nhận điều ấy. Sau ấy, Shinra và Arthur đã được tham gia vào một buổi huấn luyện của Đội 8. Trong buổi tập ấy, Trung úy Takehisa đã cảnh báo các tân binh về các "Thế hệ thứ Hai" (第二世代/ ダイ ニ セダイ Dai Ni Sedai), khi họ không thể tạo lửa nhưng có thể kiểm soát nó, điều này sẽ khiến họ trở thành đối thủ đáng gờm. Đặc biệt khi ông đề xuất rằng Đội 8 sẽ sử dụng vũ lực để lấy thông tin về Công chúa Hibana và Đội 5 của cô ta. Trong khi đó, Iris đã đến thăm Hibana để giảm thiểu căng thẳng giữa các đội, nhưng Hibana lại dùng cô ấy làm mồi nhử Đội 8. Đội 8 nhanh chóng đi đến và Shinra đã đưa ra một thách thức khi giải cứu Iris, ngay sau đó là Trung úy Takehisa, Maki và Arthur. Họ đánh bại hầu hết thành viên Đội 5, mặc dù sau đó họ phải đối mặt với "Kẹo cao su nổ" (バックドラフト バブリッシュガム Bakkudorafuto Baburrisshugamu) của Tōru Kishiri (トオル 岸里/ トオル キシリ Tōru Kishinosato). Takehisa dễ dàng đánh anh ta bằng nhiều viên đạn cùng khả năng của mình, sau ấy chính anh và Maki lại phải đối mặt với "Ba Thiên Thần của Đội 5" (5thエンジェルス3 5th Enjurusu 3). Arthur thì đối mặt với Conehead (コーンヘッド Kōnheddo) cùng với "Hỏa Nhân" Miyamoto, đã được tăng cường với các chất hóa học. Tuy vậy, Biệt đội 8 đã dần dần chiếm nhiều lợi thế và Shinra đã xâm nhập vào được dinh thự của Hibana, chuẩn bị giải cứu sơ Iris. 1. | | |                                                                        |                           |               |
| 6 | "Đóa Hoa Lửa của Lời Hứa" "Yakusoku no Hibana" (「約束の火華」)                                                                                            | Dàn dựng: Koga Kazuomi Diễn hoạt: Tominaga Kazuhito Fukaya Yūki Tōjima Hisashi Okano Yukio                                                                       | Ngôn ngữ: Haishima Yamato Phân cảnh: Kurosawa Mamoru                   | 16 tháng 8                | [ 25 ] [ 26 ] |
| Phần tóm tắt nội dung Tiếp tục với trận chiến ở tập trước, lúc này Công chúa Hibana đang kể với sơ Iris về quá khứ đen tối của mình khi các nữ tu và trẻ em tại trại trẻ mồ côi của họ bị nhấn chìm trong ngọn lửa vì "Khả năng về Lửa" thuộc "Thế hệ thứ Ba" của cô. Shinra ngay lập tức xông vào tấn công cô, nhưng Hibana sử dụng khả năng "Sốc nhiệt" (熱失神だ/ ネツシッシンダ Netsu Shisshinda) dị biệt của mình để làm tụt huyết áp của anh, tuy vậy bằng một ý chí kiên cường, anh đã thành công trong việc chống cự lại sự hôn mê và ảo giác. Cô ấy tiếp tục sử dụng "tessen" (鉄扇/ てっせん) của mình nhằm thực hiện các chiêu thức khác, tạo ra những "Cánh anh đào lửa" (鉄仙/ クレマチス Kuremachisu) và những biến thể của chúng để đốt cháy và nhấn chìm anh trong biển lửa. Tuy nhiên, Shinra vẫn chống cự thành công và tấn công cô một lần nữa, lần này anh đã thành công khi hạ đo ván cô. Bất tỉnh trên sàn nhà, tâm trí của Hibana quay ngược về khoảng thời gian còn ở trại trẻ mồ côi, khi cô hợp tác với Khu công nghiệp nặng Haijima để trở thành Đội trưởng của một đội và cho phép cô thực hiện các thí nghiệm đen tối của mình... Sau khi cô tỉnh lại và Shinra lên một đề nghị nhằm bảo vệ nhưng cô đã từ chối và hứa sẽ chia sẻ dữ liệu về những thí nghiệm mà mình đã thực hiện. Tập phim kết phúc khi cô thực hiện lời hứa của mình với Iris, tạo nên những bông hoa lửa lấp lánh và đầy màu sắc. 1. 2. | | |                                                                        |                           |               |
| 7 | "Bắt Đầu Điều Tra Đội 1" "Dai Ichi Chōsa Kaishi" (「第1調査開始」)                                                                                         | Dàn dựng: Kitamura Sho Diễn hoạt: Koga Makoto Fujita Mariko Yamamoto Shinji Okano Rikiya Sato Yoshihisa Yamaguchi Nana Ōhara Dai Kano Akira Hyo-sang Yoo         | Ngôn ngữ: Tomita Yoriko Phân cảnh: Kawabata Takashi                    | 23 tháng 8                | [ 27 ] [ 28 ] |
| Phần tóm tắt nội dung Ở tập này, Đội trưởng Biệt đội Cứu hỏa đặc biệt 1 (第1特殊消防隊/ ダイ 1 トクシュ ショウボウ タイ Dai 1 Tokushu Shōbōtai), Leonard Burns đã cho tập hợp các linh mục của mình là Karim Flam (Karim Fulham) (カリム・フラム Karimu Furamu), Huo Yan Li (フォイエン・リィ Foien Ryi) và Rekka Hoshimiya (烈火 星宮/ レッカ ホシミヤ), khi nghi ngờ rằng Đội trưởng Akitaru đang âm mưu gì đó. Trong khi đó, sau cuộc chiến căng thẳng giữa Biệt đội 5 và Biệt đội 8, các thành viên của hai bên đã cùng tổ chức một bữa tiệc BBQ hòa giải. Đội trưởng Akitaru đã có một cuộc trao đổi quan trọng với Công chúa Hibana, khi cô xác nhận rằng có ai đó đang tạo ra các "Hỏa nhân" xung quanh Quận Shinjuku (新宿地区/ シンジュクチク Shinjuku Chiku) thuộc quyền điều hành của Đội 1 và họ đồng ý hợp tác cùng điều tra. Anh nghĩ ra một kế hoạch để Shinra, Arthur, Maki và Takeru Noto (武 能登/ タケル ノト) của Đội 2 xâm nhập vào trụ sở Đội 1, Nhà thờ Đội 1 (第1特殊消防大聖堂/ ダイ 1 トクシュショウボウダイセイドウ Dai 1 Tokushu Shōbō Daiseidō). Khi họ đến, Shinra đã yêu cầu một trận đấu với Đội trưởng Leonard và ông đồng ý. Trận đầu tiên, Takeru đánh với Trung úy Rekka và cũng trong trận đấu đó, Trung úy Karim đã phải dập tắt những quả cầu lửa đi lạc bằng khả năng tạo băng từ âm thanh để tránh gây nguy hiểm với người xung quanh. Sau đó, Trung uý Li và Trung uý Karim rút khỏi trận chiến để Leonard đấu với Shinra và Arthur. Ông nhẹ nhàng đánh bại hai chàng trai trẻ, sau cùng tất cả bọn họ được đặt dưới sự quản lý của Karim. 1. | | |                                                                        |                           |               |
| 8 | "Viêm Bọ" "Homura no Mushi" (「焰の蟲」) | Dàn dựng: Tozawa Shuntarō Diễn hoạt: Tominaga Kazuhito Fujimoto Mayu Homura Minori Shigeuchi Yūki Baba Kazuki                                                    | Ngôn ngữ: Tomita Yoriko Phân cảnh: Kazui Hiroko                        | 30 tháng 8                | [ 29 ] [ 30 ] |
| Phần tóm tắt nội dung Trong lúc Shinra, Arthur và nhiều thành viên khác đang ở trụ sở Đội 1, Đội trưởng Akitaru đã kiểm tra các nghiên cứu của Hibana và anh tìm ra một loại côn trùng được đưa vào cơ thể người để tạo ra "Hỏa nhân". Tại Biệt đội 1, cuộc sống có vẻ yên bình, nhưng về sau một nhóm "Hỏa nhân" bỗng được phát hiện và cả đội đã được huy động. Shinra và Arthur được lệnh đứng sang một bên để quan sát, tuy nhiên họ thấy ai đó sử dụng một côn trùng để biến một người thành "Hỏa nhân" và họ đã truy đuổi, cuối cùng gặp được hai Trung úy, Karim và Rekka trong bóng tối. Shinra với Arthur quyết định kiểm tra căn phòng của Karim, họ tìm thấy một con bọ trong lọ thủy tinh, nhưng anh nói rằng anh cũng đang điều tra việc này, cuối cùng, cả ba đã cùng hợp tác và đều nghĩ đến một hướng đi duy nhất - Rekka. Trong khi đó, Trung úy Rekka đã nhờ Tamaki tập hợp một số trẻ em, hứa sẽ bảo vệ chúng khỏi trở thành "Hỏa nhân". Lấy cớ ôm cô, hắn đã làm cô bất tỉnh và biến người chăm sóc trẻ em thành một "Hỏa nhân" với một loại bọ sau đó giết chết nó. Tamaki bừng tỉnh và Rekka đã kể cho cô rằng hắn ta đang tạo "Hỏa nhân" cho "Kẻ truyền giáo" (伝道者/ デンドウシャ Dendōsha), nhằm truy tìm các "Hỏa Thần" (柱/ ハシラ Hashira). Hắn ta truyền con bọ cho một đứa trẻ, nhưng cậu bé tự dập tắt ngọn lửa và hắn tuyên bố cậu nhóc này là một trong số đó. Tamaki cố gắng phản kháng nhằm giải cứu cậu bé ấy nhưng vì quá chênh lệch trình độ, cô đã bị chấn thương rất nặng, tuy vậy Shinra đã nhìn thấy và xông vào giải cứu kịp thời... | | |                                                                        |                           |               |
| 9 | "Ác Ý Cháy Lan Rộng" "Moehirogaru Akui" (「燃え拡がる悪意」)                                                                                               | Dàn dựng: Tokuno Yūji Diễn hoạt: Tanaka Orie Maeda Yoshihiro Saitō Yoshiko Kudō Yuki Imada Akane Inoue Mika Fukui Maki                                           | Ngôn ngữ: Haishima Yamato Phân cảnh: Terahigashi Katsumi               | 6 tháng 9                 | [ 31 ] [ 32 ] |
| Phần tóm tắt nội dung Shinra cứu Tamaki khỏi Trung úy Rekka và đánh nhau rất dữ dội với hắn ta. Họ đã sử dụng tất cả các khả năng pyrokinesis của mình, nhưng cuộc chiến vẫn rất cân bằng, Shinra dùng nhiều sức mạnh tấn công và gần như cạn kiệt oxy trong cơ thể, tuy vậy rồi anh lại khiến hắn bị tổn thương nặng nề. Rekka thừa nhận rằng hắn đang làm việc cho "Kẻ truyền giáo", có nhiệm vụ nhấn chìm trái đất trong biển lửa và biến nó thành một mặt trời thứ hai. Hắn ta bắt đầu tạo ra nhiều lửa với cánh tay mình nhưng ngọn lửa của hắn đã bị dập tắt bởi Trung úy Karim, người đến kịp thời sau đó và phong ấn hắn lại trong một tảng băng. Đột nhiên, có hai nhân vật mặc áo choàng trắng đã dùng cung tên ám sát Rekka từ khoảng cách xa nhằm bịt miệng hắn. Kẻ ám sát sau đó bắn thẳng vào Karim, khiến Trung úy Li mất một phần cánh tay để bảo vệ Karim. Shinra nhanh chóng tạo ra một màn khói và mục tiêu của những người lạ mặt bị che khuất khiến bọn chúng phải rút lui. Karim sau đó đã đề nghị cùng hợp tác với Đội 8 để tìm "Kẻ truyền giáo" bí ẩn, còn Tamaki thì bị đình chỉ bởi Đội 1 và chuyển đến Đội 8 của Akitaru. | | |                                                                        |                           |               |
| 10 | "Lời Hứa" "Yakusoku" (「約束」) | Dàn dựng: Miyazaki Shuuji Diễn hoạt: Tomita Yasuhiro Yanase Jōji Someya Yurika Tōjima Hisashi Fukaya Yūki                                                        | Ngôn ngữ: Haishima Yamato Phân cảnh: Tokuno Yūji                       | 13 tháng 9                | [ 33 ] [ 34 ] |
| Phần tóm tắt nội dung Các Đội trưởng của các Biệt đội đã được gọi đến kinh đô hoàng gia cho một cuộc họp khẩn cấp để thảo luận về "Kẻ truyền giáo" và Tổ chức Bạch Phục (白頭巾 (Bạch Đầu Cân)/ シロ ズキン Shiro Zukin). Raffles III (ラフルス3世 Rafurusu 3 Sei), hoàng đế Đế chế Tokyo (東京/ トウキョウ Tōkyō), đã thông báo rằng "Kẻ truyền giáo" đang tìm cách sở hữu "Ngọn lửa Adolla" (アドラバースト Adora Bāsuto) của các Hỏa Thần như Shinra, còn Đội trưởng của Biệt đội 3, Dr. Giovanni (Dr.ジョヴァンニ Dr. Jovan'ni) thì đưa ra ý kiến cho rằng "Kẻ truyền giáo" sẽ đến tìm Shinra và anh cần được bảo vệ... Sau cuộc họp này, Shinra đến thăm Lò phản ứng nhiệt vĩnh cửu "Amaterasu" (久遠式火力発電"天照"/ クドウ シキ カリョク ハツデン "アマテラス" Kuonshiki Karyokuhatsuden "Amaterasu") và gặp Joker, hắn tiết lộ rằng em trai của Shinra, Shō Kusakabe (象 日下部/ ショウ クサカベ), đang phục vụ cho "Kẻ truyền giáo" với tư cách là thủ lĩnh của Hội Kị sĩ Khói Lửa (灰焔騎士団/ カイエン キシダン Kaien Kishidan). Vào bữa tối, Shinra đã chia sẻ thông tin này với các thành viên Đội 8, còn trong lúc ấy, Sho cũng đang chuẩn bị hành động theo mệnh lệnh của "Kẻ truyền giáo". 1. 2. 3. 4. | | |                                                                        |                           |               |
| 11 | "Sự Thành Lập Đội Cứu Hỏa Đặc Thù số 8 - Hikeshi Mạnh Nhất" "Dai Hachi Tokushu Shōbōtai Kessei - Saikyō no Hikeshi" (「第8特殊消防隊結成 - 最強の火消し」) | Dàn dựng: Ibe Yūshi Diễn hoạt: Tominaga Kazuhito Fujimoto Mayu Yanase Jōji Homura Minori Shigeuchi Yūki Satō Yuki                                                | Ngôn ngữ: Tomita Yoriko Phân cảnh: Yokoyama Akitoshi                   | 20 tháng 9                | [ 35 ] [ 36 ] |
| Phần tóm tắt nội dung Ở tập này, nội dung tập phim được chia thành hai phần: - Phần 1 Trung úy Takehisa đã kể cho các tân binh về sự hình thành của Biệt đội 8, làm thế nào mà anh gặp gỡ, kết bạn với Sĩ quan quân đội Tōjō (東条/ トウジョウ), người sau đó đã trở thành một "Hỏa nhân" và bị quân đội tiêu diệt... Câu chuyện tiếp tục anh gặp Đội trưởng Akitaru, sau khi trải qua nhiều sự kiện, cả hai người đã quyết định thành lập một lực lượng chữa cháy đặc biệt của riêng mình. Ngoài ra anh cũng tiết lộ một vài câu chuyện về nguyên nhân họ quyết định tuyển Maki vào đội. - Phần 2 Biệt đội 8 đã đến Trụ sở hoạt động chính của Đội 7 (第7特殊消防詰所/ ダイ 7 トクシュ ショウボウ ツメショ Dai 7 Tokushu Shōbō Tsumesho) ở Quận Asakusa (浅草地区/ アサクサ チク Asakusa Chiku) mà không báo trước. Đội trưởng Đội 7, Shinmon (Waka) Benimaru (新門 紅丸/ シンモン ベニマル) đã tấn công họ và lăng mạ Shinra, tuy nhiên bọn họ bị gián đoạn bởi một thông báo hỏa hoạn khẩn cấp, một người đàn ông địa phương đã trở thành một "Hỏa nhân". Benimaru, người được người dân địa phương xem là "Anh hùng" và là "Hikeshi mạnh nhất" (最強の火消し/ さいきょう の ひけし Saikyō no Hikeshi), tấn công vô cùng bạo lực đến "Hỏa nhân" ấy (cũng là một người quen của anh, tên là Kantaro (勘太郎/ カンタロウ Kantarō)) bằng một cây cờ matoi rực cháy và phá hủy một vài ngôi nhà trong chiêu thức này. Cuối cùng anh ta đã tiêu diệt được nó bằng cách đấm tan nát cơ thể nạn nhân. 1. 2. 3. | | |                                                                        |                           |               |
| 12 | "Buổi Tối trước Trận Chiến Asakusa" "Asakusa Kaisen Zenya" (「浅草開戦前夜」)                                                                              | Dàn dựng: Minamikawa Tatsuma Diễn hoạt: Tanaka Orie Kudō Yuki Maeda Yoshihiro Homura Minori Yoshioka Yoshihiro Yanase Jōji                                       | Ngôn ngữ: Tomita Yoriko Phân cảnh: Nakagawa Satoshi                    | 11 tháng 10               | [ 37 ] [ 38 ] |
| Phần tóm tắt nội dung Tất cả những lính cứu hỏa, bao gồm cả Đội 8, bắt đầu tái thiết lại Quận Asakusa sau khi bị Benimaru phá hủy và mối quan hệ giữa hai biệt đội dần được cải thiện. Tuy nhiên, các thành viên của Tổ chức Bạch Phục đã lừa Benimaru tin rằng Akitaru và Takehisa đang tạo ra "Hỏa nhân" và anh đã tấn công họ. Cả hai Đội trưởng chiến đấu với nhau rất quyết liệt và chỉ dừng lại khi Trung úy Đội 7, Sagamiya Konro (相模屋 紺炉/ サガミヤ コンロ) ngăn lại, buộc anh phải kiểm soát lại cảm xúc của chính mình. Sau sự kiện ấy, Konro đã bộc bạch tự sự về các câu chuyện bí mật của riêng mình đến những thành viên Đội 8, về những chấn thương nghiêm trọng trên khắp cơ thể anh, về khoảnh khắc mà anh đã vượt quá giới hạn sức mạnh của một pyrokenesis bình thường nhằm giải cứu Benimaru (khi còn trẻ) khỏi một "Hỏa nhân" cực mạnh, điều mà đã khiến Đội trưởng Đội 7 ân hận suất đời... 1. 2. | | |                                                                        |                           |               |
| 13 | "Cái Bẫy được Thiết Lập" "Shikumareta Wana" (「仕組まれた罠」)                                                                                             | Dàn dựng: Aikei Ryota Diễn hoạt: Tomita Yasuhiro Fukaya Yūki Tōjima Hisashi Someya Yurika                                                                        | Ngôn ngữ: Tomita Yoriko Phân cảnh: Kurosawa Mamoru                     | 18 tháng 10               | [ 39 ] [ 40 ] |
| Phần tóm tắt nội dung Konro kết thúc câu chuyện của mình và tiếp tục kể rằng sau khi tiêu diệt "Hỏa nhân" nguy hiểm ấy, Sōichirō Hague (蒼一郎 アーグ/ ソウイチロウ アーグ Sōichirō Āgu), Đội trưởng của Đội 4 đã cho Konro và Benimaru cơ hội thành lập lực lượng chữa cháy đặc biệt riêng họ, Biệt đội Cứu hỏa đặc biệt 7 (第7特殊消防隊/ だい7とくしゅしょうぼうたい Dai 7 Tokushu Shōbōtai). Trong lúc ấy, nhiều người dân địa phương đang cãi nhau rất dữ dội, nguyên nhân được tiết lộ là do Yona (ヨナ), một thành viên thuộc Hội Kị sĩ Khói Lửa, đã sử dụng khả năng của mình nhằm thay đổi ngoại hình của các cấp dưới, gây nên nhiều náo loạn ở Quận Asakusa. Tổ chức Bạch Phục bắt đầu tạo ra một số "Hỏa nhân" và tấn công Đội 8, Shinra và Arthur đã truy đuổi hai trong số bọn chúng, Haran (ハラン) và Arrow (アロー Arō), nhưng gặp khó khăn trong việc hợp tác và phối hợp các đòn tấn công của họ. Cuối cùng, họ đã có thể kết nối và chiếm lợi thế, buộc Haran phải nuốt một con bọ "Hỏa nhân". Về phần Đội 7, Trung úy Konro nhân cơ hội sơ tán người dân và Đội trưởng Benimaru thì tập trung xử lý các "Hỏa nhân". 1. | | |                                                                        |                           |               |
| 14 | "Ngọn Lửa vì Ai" "Da ga Tame no Honō" (「誰が為の炎」) | Dàn dựng: Tokuno Yūji Diễn hoạt: Tomita Yasuhiro Tominaga Kazuhito Kudō Yuki Fujimoto Mayu Shigeuchi Yūki Homura Minori Yanase Jōji                              | Ngôn ngữ: Haishima Yamato Phân cảnh: Terahigashi Katsumi               | 25 tháng 10               | [ 41 ] [ 42 ] |
| Phần tóm tắt nội dung Tiếp tục với sự hỗn loạn mà Quận Asakusa đang phải gánh chịu và mọi người vẫn cãi nhau, đánh nhau dữ dội. Cuối cùng, Benimaru quyết định làm chính bản thân mình và "đỉnh của trụ sở" bay lên bầu trời, thu hút sự chú ý của tất cả mọi người. Anh đã giải thích những gì đang xảy ra cũng như khích lệ tinh thần của mọi người đứng lên chiến đấu, sau đó anh đuổi theo một "Hỏa nhân" trong khi Konro và các thành viên khác cố gắng dập tắt các trận hỏa hoạn. Trong lúc đó, Shinra và Arthur phải đối đầu với Haran, kẻ đã trở thành một "Hỏa nhân mang sừng" sau khi nuốt một con bọ lạ. Tuy nhiên, Benimaru đã can thiệp trận đấu ấy và tấn công hắn bằng "Khả năng về Lửa" của mình, anh hầu như luôn ở thế áp đảo (phóng liên tục nhiều cờ matoi rực cháy vào Haran) nhưng đồng đội hắn, Arrow đã bắn một mũi tên lửa mạnh mẽ về phía họ. Shinra sử dụng hết tất cả khả năng tốc độ của mình để ngăn chặn và làm chệch hướng mũi tên, cho phép Benimaru có cơ hội sử dụng chiêu thức mạnh nhất của mình, "Trăng Máu" (紅月/ ベニツキ Benitsuki), tạo ra vụ nổ lớn phá hủy toàn bộ cơ thể của "Hỏa nhân" ấy. Dù vậy chính tuyệt chiêu đó đã khiến anh chạm mức giới hạn của bản thân và rơi xuống, tuy nhiên thật may mắn khi Shinra bắt được anh kịp thời, giúp anh tránh phải "chầu trời" quá sớm. Tập phim kết thúc với phân cảnh Đội trưởng Benimaru và Đội trưởng Akitaru đã trao nhau vài chén rượu sake, gắn kết tình hữu nghị giữa Đội 7 và Đội 8. | | |                                                                        |                           |               |
| 15 | "Ước Mơ của Thợ Rèn" "Kajiya no Yume" (「鍛冶屋の夢」) | Dàn dựng: Tozawa Shuntarō Diễn hoạt: Tokuda Yumenosuke Takazawa Mika Fukushima Toyoake Kobashi Yōsuke                                                            | Ngôn ngữ: Tomita Yoriko Phân cảnh: Kurosawa Mamoru Tozawa Shuntarō     | 1 tháng 11                | [ 43 ] [ 44 ] |
| Phần tóm tắt nội dung Các hiệp sĩ của Hội Kị sĩ Khói Lửa, Yona và Arrow, nhanh chóng báo cáo trường hợp "Ngọn lửa Adolla" của Shinra với chỉ huy của họ, Shō Kusakabe, em trai của anh ấy. Ở một diễn biến khác, Đội 8 đã nhận được thêm một thành viên mới, một nhà khoa học lập dị Viktor (Victor) Licht (ヴィクトル・リヒト Vuikutoru Rihito), trong khi đó Shinra, Arthur và Sơ Iris thì được phái đi để tuyển dụng một kỹ sư đặc biệt, Vulcan Joseph (ヴァルカン・ジョゼフ Vuarukan Jōsefu). Anh là một người rất thù ghét Khu công nghiệp nặng Haijima và Lực lượng Phòng cháy Chữa cháy đặc biệt. Tại Xưởng chế tạo của Vulcan (ヴァルカンの工房/ ヴァルカン ノ コウボウ Vuarukan no Koubou), họ đã gặp một người học việc của Vulcan, Yū (ユウ), người đồng ý đưa họ vào trong. Từ đây họ gặp trợ lý của anh ấy, Lisa Isaribe (リサ 漁辺/ りさ いさりべ/ リサ イサリベ Risa Isaribe) và cuối cùng là chính bản thân Vulcan. Mọi người trò chuyện vui vẻ với nhau, bỗng Đội trưởng biệt đội 3, Dr. Giovanni (Dr.ジョヴァンニ Dr. Jovan'ni) xuất hiện và đưa lời mời cho Vulcan tham gia vào tổ đội do ông ấy đứng đầu, nhưng anh từ chối thẳng thừng. Các trợ lý của Vulcan, Lisa và Yū, đã giải th ních rằng Giovanni từng là một trong hai người học việc của ông nội Vulcan, sau đó ông ta đã gia nhập Khu công nghiệp nặng Haijima sau cái chết bất thường của bố và ông của anh. Nhưng mọi chuyện không hề đơn giản như vậy, ở gần nơi này, Giovanni đang chuẩn bị lên kế hoạcnh thủ tiêu Vulcan, tuy nhiên nhờ Liên kết Adolla (アドラリンク Adora Rinku), Shinra đã nhận ra âm mưu thâm độc ấy của hắn ta. 1. 2. 3. | | |                                                                        |                           |               |
| 16 | "Chúng Ta là Gia đình" "Ore-tachi wa Kazoku" (「俺たちは家族」)                                                                                            | Dàn dựng: Kamei Takahiro Diễn hoạt: Tanaka Orie Yanase Jōji Tōjima Hisashi Fukaya Yūki Someya Yurika Tomita Yasuhiro Itojima Masahiko                            | Ngôn ngữ: Kurosawa Mamoru Phân cảnh: Kurosawa Mamoru                   | 8 tháng 11                | [ 45 ] [ 46 ] |
| Phần tóm tắt nội dung Dr. Giovanni đã gửi hai hiệp sĩ của Hội Kị sĩ Khói Lửa, Flail (フレイル Fureiru) và Mirage (ミラージユ), để giết tất cả mọi người tại Xưởng chế tạo của Vulcan. Tuy vậy, hắn ta đã phải chạm trán sớm với Shinra, người lúc này đang đang tuần tra ở khu rừng kế bên. Trong trận chiến, Giovanni đã sử dụng một loại sốc điện làm Shinra bất tỉnh và trói anh lại chuẩn bị mang đi. Ở một diễn biến khác, bên ngoài nhà xưởng, Arthur đảm nhận vai trò của một hiệp sĩ, tiêu diệt rất nhiều thành viên của Hội Kị sĩ, tuy nhiên chúng cũng chỉ là những ảo ảnh do chính Mirage tạo ra và khi phải đối mặt với một ảo ảnh của chính mình, Arthur trở nên chết lặng và bị Flail đánh bại. Trong nhà xưởng, Vulcan đã gọi Iris đi trốn cùng Lisa và Yū, tuy nhiên Lisa đã phản bội lại cả nhóm khi dùng dùi cui điện tấn công Vulcan cũng như tiết lộ rằng cô đã phục vụ cho "Kẻ truyền giáo" để truy tìm thứ được gọi là "Chìa khóa 'Amaterasu'" ("天照"のキー "Amaterasu" no Kī) do gia đình Vulcan tạo ra. Không lâu sau, Giovanni cũng đi vào xưởng và khiến trọng thương Yū để bắt Vulcan phải giao lại chiếc chìa khóa ấy. Nhưng anh vẫn phủ nhận mọi thứ khiến hắn ta mất bình tĩnh và liên tục làm hỏng các máy móc của anh... 1. | | |                                                                        |                           |               |
| 17 | "Đen, Trắng và Xám" "Kuro to Shiro to Haiiro" (「黒と白と灰色」)                                                                                           | Dàn dựng: Kobayashi Aya Diễn hoạt: Honda Hiroyuki Inoue Mika Fujimoto Mayu Shigeuchi Yūki Homura Minori                                                          | Ngôn ngữ: Haishima Yamato Phân cảnh: Kazui Hiroko                      | 15 tháng 11               | [ 47 ] [ 48 ] |
| Phần tóm tắt nội dung Tiếp tục diễn biến tập trước, sau khi Shinra bị sốc điện, bất tỉnh và đang bị Hội Kị sĩ Khói Lửa mang đi thì Công chúa Hibana đã đến giải cứu anh kịp thời. Ngay lập tức, anh bay trở về nhà xưởng của Vulcan và đâm thẳng vào Giovanni, chính lúc mà hắn ta tìm thấy được chiếc chìa khóa của "Amaterasu". Lisa nhanh chóng sử dụng khả năng pyrokinesis của mình để tấn công Shinra, nhưng Vulcan đã bảo Iris nhấn mọi nút được lắp ở xưởng của anh nhiều nhất có thể, để phóng ra các loại đồ chơi động vật bằng kim loại có từ tính đã làm vô hiệu hóa sức mạnh của Lisa, vì vậy, Shinra đã dễ dàng áp đảo Giovanni bên ngoài nhà xưởng. Tuy nhiên, Shinra đã phải chạm mặt với một kẻ thù mới và người này không ai khác, Shō Kusakabe, em trai của anh. Cuộc gặp mặt không diễn ra quá lâu, Sho đã sử dụng Katana của mình với tốc độ đáng kinh ngạc của mình để khuất phục Shinra và làm Arthur bị thương nặng. May mắn thay, Viktor đến kịp lúc với một chiếc xe tải, đón Shinra, Arthur, Iris, Vulcan, Yū và Hibana (dù cô buộc tội anh dẫn bọn chúng đến đây). Kể cả khi Sho bắt kịp được bọn họ, Joker đã đến can thiệp bất ngờ, giúp anh đủ thời gian, cho phép Shinra và những người khác trốn thoát. Yū và Arthur được điều trị chấn thương trong khi Shinra báo cáo sự việc xảy ra cho Đội trưởng Akitaru. Về phần Vulcan, sau cuộc chiến, anh có cơ hội gặp gỡ các thành viên của Đội 8 và ngạc nhiên khi thấy bọn họ hoàn toàn bình thường cũng như khá thú vị. Akitaru đề nghị anh nên tham gia với tổ đội của họ và anh đã đồng ý song vẫn không nói gì. Tập phim kết thúc với hình ảnh Vulcan trở về nhà xưởng của mình, viến mộ cha và ông nội mình lần cuối, nói những lời từ biệt trước khi thất hứa với họ và gia nhập Biệt đội 8. 1. | | |                                                                        |                           |               |
| 18 | "Bí Kíp Bộc Hỏa" "Hakka no Gokui" (「発火の極意」) | Dàn dựng: Tokuno Yūji Diễn hoạt: Kudō Yuki Tominaga Kazuhito Yoshioka Yoshihiro Tokuda Yumenosuke                                                                | Ngôn ngữ: Tomita Yoriko Phân cảnh: Terahigashi Katsumi                 | 22 tháng 11               | [ 49 ] [ 50 ] |
| Phần tóm tắt nội dung Tập phim mở đầu với hình ảnh Trung úy Karim của Đội 1 và Trung úy Konro của Đội 7 đi đến trụ sở Đội 8, Nhà thờ biệt đội 8 (第8特殊消防教会 Dai 8 Tokushu Shōbō Kyōkai) để chia sẻ thông tin với Đội trưởng Akitaru và Đội trưởng Hibana của Đội 5 về Hội Kị sĩ Khói Lửa và Tổ chức Bạch Phục. Trong khi đó, Nhà khoa học Đội 8 Viktor thì đi gặp Joker trong lúc thu thập thông tin từ Xưởng chế tạo của Vulcan và họ cùng thảo luận về sức mạnh của Shinra. Sau đó, Viktor cũng đã tiết lộ cho Đội 8 manh mối mà anh đã tìm thấy nơi có thể vị trí của Tổ chức Bạch Phục, tuy vậy Công chúa Hibana vẫn rất cẩn trọng với suy nghĩ của anh. Ở một diễn biến khác, Đội trưởng Đội 7 Benimaru đang trong quá trình đào tạo Shinra và Arthur rất nghiêm ngặt để cải thiện kỹ năng chiến đấu thô sơ của họ. Nhờ lời khuyên từ Viktor và Benimaru, Shinra đã thành công bước đầu trong việc kiểm soát hiệu quả khả năng bay của mình, ngoài ra anh cũng phát triển việc sử dụng các dấu hiệu tay, ví dụ như: "Dấu hiệu Meloik" (メロイック・サイン Meroikku Sain), "Rock'n'roll" (ロックンロール Rokkunrōru),... Để tập trung các vụ nổ nhỏ của mình trở thành một vụ nổ lớn hơn, nhanh hơn và mạnh hơn. | | |                                                                        |                           |               |
| 19 | "Đến Nether" "Nezā he no" (「地下への」) | Dàn dựng: Chiba Daisuke Diễn hoạt: Tōjima Hisashi Tomita Yasuhiro Someya Yurika Tanaka Orie Yanase Jōji Satō Yuki                                                | Ngôn ngữ: Tomita Yoriko Phân cảnh: Furukawa Tomohiro                   | 29 tháng 11               | [ 51 ] [ 52 ] |
| Phần tóm tắt nội dung Tập phim bắt đầu với cảnh Viktor trình bày với Đội 8 khi anh tin rằng Tổ chức Bạch Phục đang ẩn náu ở Netherworld (地下 Nezā), một khu vực bị cấm là các đường hầm của tàu điện ngầm bị bỏ hoang bên dưới Đế chế Tokyo (東京 Tōkyō). Hôm sau, cả đội quyết định tiến vào khu vực Netherworld, khi họ bước vào bóng tối, ngay lập tức tất cả đã bị chia rẽ bởi màn sương mù bí ẩn, không thể gặp nhau. Tiếp đó, cả đội gặp phải nhiều kẻ lạ mặt khác nhau, chúng được chỉ huy bởi Yona và Mirage, Sho cũng gửi thêm sát thủ Assault (アサルト Asaruto) nhằm tăng sức tấn công vào Đội 8. Trong khi đó Maki chạm trán với một vài hiệp sĩ của Hội Kị sĩ Khói Lửa và chỉ huy của chúng, Flail. Cô đơn giản đánh bại bọn chúng và cuối cùng đối mặt với Flail, khi ấy cô đã sử dụng hai tinh linh lửa mà do chính mình tạo ra, Sputter (プスプス Pusu Pusu) và Flare (メラメラ Mera Mera). Cả hai đều được bọc trong các thiết bị do Vulcan tạo ra, vì vậy chúng đã tập trung được toàn bộ sức mạnh và cô hạ gục hắn dễ dàng. Ở một diễn biến khác trong đường hầm, Assault đã tìm thấy Sơ Iris, Tamaki và tấn công họ bằng những mũi tên lửa rực cháy của mình. Tamaki cản được mọi đòn tấn công của hắn, tuy nhiên trong quá trình truy cản, cô đã vô tình bay vào hắn, điều này đã khiến hắn mất tập trung và kết quả là bị Iris dùng ống kim loại đánh bất tỉnh. 1. | | |                                                                        |                           |               |
| 20 | "Khoác Lên Sự Kiêu Hãnh" "Hokori wo Matotte" (「誇りを纏って」)                                                                                            | Dàn dựng: Tozawa Shuntarō Diễn hoạt: Honda Hiroyuki Tanaka Orie Inoue Mika Fujimoto Mayu Homura Minori Itojima Masahiko Shigeuchi Yūki                           | Ngôn ngữ: Kurosawa Mamoru Phân cảnh: Kurosawa Mamoru                   | 6 tháng 12                | [ 53 ] [ 54 ] |
| Phần tóm tắt nội dung Tiếp tục với trận chiến trước, ở những đường hầm khác, Trung uý Takehisa và Shinra khi này đang khá yên bình và đang trong quá trình tìm lại các đồng đội khác của mình. Mãi về sau, Takehisa mới gặp Arrow và họ lập tức tấn công nhau quyết liệt. Trong khi ấy, Shinra đã tìm thấy Viktor, nhưng anh ta đang bị một kẻ lạ mặt kè dao vào cổ. Song, Shinra đã dùng các dấu hiệu bàn tay của mình, tạo nên một tốc độ cực nhanh, tấn công thẳng vào kẻ địch và giải cứu Viktor thành công. Takehisa và Arrow vẫn chạm trán nhau rất gây cấn, cả hai đều sử dụng vũ khí tầm xa của họ để tấn công lẫn nhau. Takehisa bị bắn trúng và bị thương nặng, nhưng anh vẫn kịp bắn một viên đạn rực cháy cuối cùng, đánh bại kẻ thù của mình. Tuy nhiên, những kẻ ngoài cuộc, Yona và Mirage, đã tiếp cận một Takehisa yếu ớt nhằm tấn công anh, nhưng "hiệp sĩ" Arthur đã đến đúng lúc. Mirage nhanh chóng tạo ra vô số ảo ảnh của bản thân để khiến Arthur bối rối, dù vậy, nhờ khóa đào tạo nghiêm khắc của Benimaru, anh dễ dàng phát hiện ra "Mirage thật" và giết chết hắn. Vì vậy Yona, người đang quá hoảng sợ, phải bỏ chạy để sống sót. Ở những nơi khác trong đường hầm, Maki đã tìm thấy Sơ Iris và Tamaki, trong một diễn biến khác, Vulcan và Đội trưởng Akitaru đang phải đối mặt với Dr. Giovanni và Lisa. Lisa tiết lộ rằng mình là một hiệp sĩ của Hội Kị sĩ Khói Lửa và tên gọi của cô là "Feeler" (フィーラー Fīrā), về phần Giovanni, người luôn miệng ca ngợi sức mạnh và kiến thức của "nhà lãnh đạo vĩ đại" của mình, "Kẻ truyền giáo". Mãi đến cuối, hắn mới ra lệnh cho Lisa tấn công Vulcan và Akitaru, trận chiến bắt đầu. 1. | | |                                                                        |                           |               |
| 21 | "Những Thứ Gắn Kết" "Tisunagaru Mono" (「繋がる者」) | Dàn dựng: Kobayashi Aya Diễn hoạt: Tominaga Kazuhito Kudō Yuki Inoue Mika Fujimoto Mayu Honda Hiroyuki Yoshioka Yoshihiro Homura Minori                          | Ngôn ngữ: Tomita Yoriko Phân cảnh: Yase Yūki                           | 13 tháng 12               | [ 55 ] [ 56 ] |
| Phần tóm tắt nội dung Lisa nhanh chóng sử dụng các xúc tu rực lửa của mình nhằm mục đích kìm kẹp Akitaru, tuy nhiên anh đã phá vỡ chúng dễ dàng bằng một quả lựu đạn đặc biệt do Vulcan chế tạo và định dùng rìu cứu hỏa tấn công vào Dr. Giovanni, nhưng đã bị ngăn cản. Akitaru và Vulcan, cả hai đã quyết định cùng trò chuyện với chính Lisa với hi vọng có thể thuyết phục được cô, tuy vậy điều này đã hoàn toàn thất bại. Nhận ra không còn cách nào khác, Akitaru xông lên tiếp tục tấn công mãnh liệt và Lisa đã cản lại những đòn ấy với một cách nhẹ nhàng, dù vậy đó chỉ là một cái bẫy khi lợi dụng lúc cô sơ ý, anh đã nhét những quả lựu đạn vào đầu các xúc tu của cô. Điều này khiến chúng nổ tung, dập tắt đi sức mạnh của Lisa và làm cô rơi xuống. Tuy nhiên, Giovanni đã nhanh tay tóm lấy cô và đe dọa Vulcan rằng hắn sẽ thủ tiêu cô nếu anh không tấn công vào Akitaru. Sau một chút lưỡng lự, anh quyết định "phản bội" khi "khai hỏa" chính người đồng đội của mình và Giovanni đã giữ đúng lời hứa khi hắn thả cô ra. Tuy nhiên, đây cũng chỉ là một cái bẫy, sự thật rằng Akitaru đã không hề dính một chấn thương nào sau vụ nổ súng nhờ vào lớp bảo vệ đặc biệt, cũng là một sáng chế đến từ Vulcan. Akitaru mạnh mẽ xông thẳng vào Giovanni và cả hai chiến nhau quyết liệt. Trong một diễn biến khác, Shinra và Viktor lúc này vẫn đang lang thang trong một khu hầm rộng lớn. Shinra đã ít nhiều liên tưởng về quá khứ của mình và bất ngờ nhận thấy sự xuất hiện của em trai anh thông qua sức mạnh Adolla. Họ gặp nhau, nhưng Sho không có tâm trạng cho một cuộc nói chuyện và cả hai nhanh chóng tham gia vào một trận chiến của "tốc độ". Khi tấn công, Sho dường như đang ngưng đọng dòng thời gian, điều mà Viktor tin rằng có liên quan đến "Ngọn lửa Adolla". Với khả năng vượt trội, Sho nhẹ nhàng chiếm hệ số áp đảo và dần nghiền nát người anh trai của mình. | | |                                                                        |                           |               |
| 22 | "Tâm Địa của Anh Trai" "Ani no Iji" (「兄の意地」) | Dàn dựng: Nagata Shinji Diễn hoạt: Tomita Yasuhiro Fukaya Yūki Tōjima Hisashi Someya Yurika Yanase Jōji Itojima Masahiko                                         | Ngôn ngữ: Haishima Yamato Phân cảnh: Terahigashi Katsumi               | 20 tháng 12               | [ 57 ] [ 58 ] |
| Phần tóm tắt nội dung Tập phim mở đầu với hình ảnh của một kị sĩ Khói Lửa, Yona, người sau khi chạy thoát khỏi Arthur, đã đến gặp một thành viên khác của tổ chức, Haumea (ハウメア) và cả hai cùng quan sát trận chiến giữa Sho và Shinra. Tiếp tục với diễn biến từ cuộc chiến trước, Shinra, người lúc này đã nhận ra mình đang tồn tại trong một thế giới hoàn toàn khác biệt thực tại, một khoảng không vô tận, nơi không màu sắc hay sinh vật cùng với sự xuất hiện của các ngọn lửa màu đen kì dị bốc lên từ mặt đất và thậm chí, chính bản thân anh cũng đang phải đối mặt với một "Hỏa nhân" mang sừng đặc biệt. Sho giải thích rằng nơi này được gọi là "Adolla" (アドラ/ あどら Adora), quê hương của "Ngọn lửa Adolla", bản năng sức mạnh dị biệt từ bọn họ. Ngoài ra, trong lần đầu tiên đến đây, Shinra cũng đã được nhìn thấy "Kẻ truyền giáo", thực thể xuất hiện đằng sau người em trai anh và cả hai nhanh chóng trở về thế giới ban đầu. Sau khi chứng kiến mọi việc vừa xảy ra, Nhà khoa học Đội 8, Viktor, đã đưa ra một kết luận quan trọng khi cho rằng việc Sho có khả năng ngưng đọng thời gian có thể liên quan đến sức mạnh điều khiển nhiệt độ của chính bản thân anh. Khả năng kì lạ này làm cho cả không gian xung quanh sẽ giản nở theo anh ấy, gây ảnh hưởng đến dòng thời gian thực tế, do đó khoảnh khắc anh di chuyển với tốc độ trung bình ở vũ trụ này sẽ là một tốc độ khủng khiếp ở vũ trụ khác và "gần như" chạm đến tốc độ ánh sáng. Sho liên tiếp thực hiện các cuộc tấn công thẳng vào Shinra, người dường như đã bất lực, tuy nhiên anh vẫn cố gắng tiếp cận người em của mình mặc cho Viktor đã cảnh báo rằng điều này chắc chắn sẽ gây nhiều ảnh hưởng vĩnh viễn đến cơ thể anh. Cuối cùng, như một phép màu, anh đã có khả năng tái tạo đủ năng lượng nhằm tạo nên một "dịch chuyển tức thời", đột nhập vào vũ trụ của Sho... 1. 2. 3. 4. | | |                                                                        |                           |               |
| 23 | "Nụ cười" "Egao" (「笑顔」) | Dàn dựng: Tozawa Shuntarō Sugawara Shō (Sugawara Nao) Diễn hoạt: Tomita Yasuhiro Homura Minori Yanase Jōji Inoue Mika Fujimoto Mayu Someya Yurika Shigeuchi Yūki | Ngôn ngữ: Tomita Yoriko Phân cảnh: Kurosawa Mamoru                     | 27 tháng 12               | [ 60 ] [ 61 ] |
| Phần tóm tắt nội dung Tiếp tục diễn biến của tập trước, Shinra lần này đã quyết tâm sử dụng "Ngọn lửa Adolla" thêm nhiều lần nữa nhằm mục đích di chuyển với tốc độ ánh sáng. Nhiệm vụ của anh là bắt kịp được Sho và chia sẻ cả mọi ký ức thời thơ ấu của mình đến người em trai. Ban đầu, Sho có vẻ từ chối những hình ảnh ấy, tuy nhiên sau sự xuất hiện của khoảnh khắc Shinra chăm sóc cậu và tình yêu thương của mẹ họ đã khiến Sho bừng tỉnh. Shinra nhanh tay ôm lấy đứa em trai mình, tuy vậy anh đã quên mất về trường hợp đặc biệt mà thế giới mình đang đứng và với sự chênh lệch tốc độ vô cùng khủng khiếp, anh đã phải lãnh trọn trực tiếp nhát kiếm oan nghiệt của Sho khi cố gắng đến gần người em mình. Haumea nhanh chóng xuất hiện và tiết lộ rằng họ đang truy tìm các "Hỏa Thần" cho "Kẻ truyền giáo", thực thể mang kế hoạch tái tạo nên một "Thảm họa lớn" (大災害/ だい さい がい/ ダイ サイ ガイ Daisaigai) thứ hai. Vì thế, họ đã cố gắng bắt Shinra lại, tuy vậy Arthur và các thành viên còn lại của Đội 8 đã đến kịp thời nhằm ngăn cản kế hoạch ấy. "Kẻ truyền giáo" quyết định làm sụp đổ khu hầm nhằm tạo điều kiện cho Haumea và Yona trốn thoát cùng với Sho, trong khi đó, Đội 8 cũng nhanh chân chạy thoát ra ngoài với một Shinra đang bị chấn thương nặng. Mọi người tức tốc đưa Shinra đến bệnh viện của Đội 6, tại đây bác sĩ trưởng khoa cũng như là Đội trưởng của Đội 6, Kayoko Huang (火代子 黄/ カヨコ ホァン) đã sử dụng khả năng đặc biệt của mình, "Thần trượng Asclepius" (アスクレピオスの杖 Asukurepiosu no Tsue) nhằm "hỏa táng" (hồi phục) cơ thể anh. Anh tỉnh dậy ba ngày sau đó và đã được Đội trưởng Đội 1, Leonard Burns chào đón. Lúc này, ông mới tiết lộ rằng mình biết mọi thứ về vụ hỏa hoạn kì dị mà anh đang tìm kiếm cũng như nguyên nhân vì sao Sho phục vụ cho "Kẻ truyền giáo". Quá nóng giận, Shinra đã yêu cầu ông phải tiết lộ hết mọi thông tin ông có nhưng Leonard lập tức từ chối và thách thức một trận đấu để chứng minh lòng quyết tâm của anh. 1. | | |                                                                        |                           |               |
| 24 | "Quá Khứ Rực Cháy" "Moyuru Kako" (「燃ゆる過去」) | Dàn dựng: Yase Yūki Diễn hoạt: Tokuda Yumenosuke Tominaga Kazuhito Kudō Yuki Fukaya Yūki Honda Hiroyuki                                                          | Ngôn ngữ: Haishima Yamato Phân cảnh: Kurosawa Mamoru Yase Yūki         | 27 tháng 12               | [ 61 ] [ 62 ] |
| Phần tóm tắt nội dung Thuở ban đầu của trận chiến, Shinra, người lúc này đang tỏ ra khá choáng ngợp và mệt mỏi sau chấn thương, chỉ có thể co cụm lại phòng thủ trước các đòn tấn công bùng nổ và quyết liệt đến từ Đội trưởng Leonard. Tuy nhiên anh đã chứng minh được một quyết tâm cực hạn của mình thông qua việc cố gắng phản công lại với một cơ thể bền bỉ đáng kinh ngạc cùng một đòn cước sắc lẹm trực tiếp vào cẳng tay của vị đội trưởng "sư tử" huyền thoại này. Cuối cùng Leonard quyết định thua cuộc mặc cho cán cân của trận đấu đang nghiêng về phía mình, ông tiết lộ với anh rằng Tổ chức Bạch Phục vốn là một hội kín lớn đã hoạt động rất lâu về trước, khi Haumea còn là một đứa trẻ, họ đến nhà Kusakabe khi "Kẻ truyền giáo" tiên đoán Sho chính là "Hỏa Thần thứ 3" (三柱目/ さん はしら め Sanhashira-me). Tổ chức ấy đã hóa mẹ họ trở thành một "Hỏa nhân" mang sừng kì dị, loại sinh vật mà anh từng phải đối mặt qua những trận chiến trước. Sự kiện trên đã làm khả năng "Ngọn lửa Adolla" của người em trai anh thức tỉnh và bùng cháy khiến cả ngôi nhà họ chìm sâu trong biển lửa. Tuy nhiên, nó cũng vô tình đánh thức sức mạnh tiềm ẩn của anh và điều ấy đã khiến nhiều người lầm tưởng sai lầm về nguyên nhân của vụ hỏa hoạn sau này. Trong quá trình Leonard chữa cháy trong vụ hỏa hoạn nhà Kusakabe, ông đã trông thấy cảnh tượng mà mẹ của Shinra, bà Kusakabe trong tình trạng một Hỏa nhân, đang cố gắng ôm một đứa trẻ (Sho) trong lòng và cả hai đã nhảy ra ngoài qua cửa sổ dưới sự điều khiển của Haumea. Cuối cùng, toàn bộ căn nhà bị sụp đổ hoàn toàn, tuy nhiên trong một khoảnh khắc trùng hợp kỳ lạ, Leonard huyền thoại đã được tận mắt chứng kiến một thứ kì diệu và phi thường, một "Liên kết Adolla" đang tỏa sáng bên trong cơ thể của Shinra... Tuy vậy, ông đồng thời cũng nhận ra cái giá đắt đỏ mà "món quà của thần" mang lại, đồng nghĩa với một trách nhiệm quá to lớn mà định mệnh đã chọn một đứa trẻ bi kịch như anh phải gánh trên vai. Vì vậy ông đã hoàn toàn im lặng trước dư luận nhằm ngăn anh khỏi sự săn tìm của Tổ chức Bạch Phục. Sau trận đánh trên, Shinra đã quyết định sắp xếp một cuộc hẹn với Đội trưởng Sōichirō Hague (蒼一郎 アーグ/ ソウイチロウ アーグ Sōichirō Āgu) của Đội 4, với hy vọng sẽ tìm thấy một ít thông tin về tung tích mẹ và em trai mình. Loạt phim kết thúc với hình ảnh Shinra đã được xuất viện và trở về căn cứ trong một bữa tiệc chào đón của các thành viên Đội 8 cùng nhiều đồng đội và bạn bè khác. 1. | | |                                                                        |                           |               |

### Âm nhạc
Mở đầu thứ nhất là bài hát "Inferno" (「インフェルノ」) của nhóm nhạc Mrs. Green Apple (ミセスグリーンアップル) trong album "Attitude" (「アティテュード」 Atite~yūdo) và kết thúc là bài hát "Veil" của Suda Keina (須田 景凪 Suda Kei nagi) trong EP "porte" (「ポルテ」 porute).
Mở đầu thứ hai là bài hát "MAYDAY" (「メーデー」) của ban nhạc Coldrain (コールドレイン Kōrudorein) kết hợp Kinoshita Ryō (木下 遼) của nhóm nhạc Crystal Lake (クリスタル・レイク Kurisutaru Reiku) trong album "THE SIDE EFFECTS" (「ザ・サイド・エフェクツ」 Za Saido Efekutsu) và kết thúc thứ hai là bài hát "Nōnai" (「脳内」) của nhóm nhạc Lenny code fiction (レニーコードフィクション) kết hợp akkin (アッキン).

## Mùa 2 (2020)

### Danh sách tập phim
| Tập                   | Tiêu đề                                                            | Đạo diễn              | Ngày phát sóng gốc        |
| --------------------- | ------------------------------------------------------------------ | --------------------- | ------------------------- |
| 1                     | "Shōbōkan no Tatakai / Otoko no Tatakai" (消防官の戦い / 男の戦い) | Tatsuma Minamikawa    | Ngày 3 tháng 7 năm 2020   |
| Phần tóm tắt nội dung |                                                                    |                       |                           |
| 2                     | "Kyōki no Honō" (狂気の炎)                                         | Mamoru Kurosawa       | Ngày 10 tháng 7 năm 2020  |
| Phần tóm tắt nội dung |                                                                    |                       |                           |
| 3                     | "Aratana Hidane" (新たな火種)                                      | Jiro Fujimoto         | Ngày 17 tháng 7 năm 2020  |
| Phần tóm tắt nội dung |                                                                    |                       |                           |
| 4                     | "Kachū Mosaku" (火中模索)                                          | Tetsuji Nakamura      | Ngày 24 tháng 7 năm 2020  |
| Phần tóm tắt nội dung |                                                                    |                       |                           |
| 5                     | "Koruna / Hisaku" (悪魔の型 / 秘策)                                | Kyōhei Suzuki         | Ngày 31 tháng 7 năm 2020  |
| Phần tóm tắt nội dung |                                                                    |                       |                           |
| 6                     | "Sentaku no Toki" (選択の時)                                       | Daishi Kato           | Ngày 7 tháng 8 năm 2020   |
| Phần tóm tắt nội dung |                                                                    |                       |                           |
| 7                     | "Oashisu e no Michi" (楽園への道)                                  | Mamoru Kurosawa       | Ngày 14 tháng 8 năm 2020  |
| Phần tóm tắt nội dung |                                                                    |                       |                           |
| 8                     | "Moe Hisomu Akui" (燃え潜む悪意)                                   | Ryota Aikei           | Ngày 21 tháng 8 năm 2020  |
| Phần tóm tắt nội dung |                                                                    |                       |                           |
| 9                     | "Kakushin" (核心)                                                  | Yūya Horiuchi         | Ngày 28 tháng 8 năm 2020  |
| Phần tóm tắt nội dung |                                                                    |                       |                           |
| 10                    | "Kuro no On'na" (黒の女)                                           | Tetsuji Nakamura      | Ngày 4 tháng 9 năm 2020   |
| Phần tóm tắt nội dung |                                                                    |                       |                           |
| 11                    | "Dāku Hīrō" (ダークヒーロー)                                       | Jun'ichirō Hashiguchi | Ngày 11 tháng 9 năm 2020  |
| Phần tóm tắt nội dung |                                                                    |                       |                           |
| 12                    | "Shinkō ga Umu Kage" (神光が生む影)                                | Mamoru Kurosawa       | Ngày 18 tháng 9 năm 2020  |
| Phần tóm tắt nội dung |                                                                    |                       |                           |
| 13                    | "Tsui no Sekigan" (対の隻眼)                                       | Daisuke Chiba         | Ngày 25 tháng 9 năm 2020  |
| Phần tóm tắt nội dung |                                                                    |                       |                           |
| 14                    | "Hai no Shinigami" (灰の死神)                                      | Daishi Kato           | Ngày 2 tháng 10 năm 2020  |
| Phần tóm tắt nội dung |                                                                    |                       |                           |
| 15                    | "Sanshoku Konsen" (三色混戦)                                       | Shō Sugawara          | Ngày 9 tháng 10 năm 2020  |
| Phần tóm tắt nội dung |                                                                    |                       |                           |
| 16                    | "Bakuhatsu Suru Kokoro" (爆発する心)                               | Jun'ichirō Hashiguchi | Ngày 16 tháng 10 năm 2020 |
| Phần tóm tắt nội dung |                                                                    |                       |                           |
| 17                    | "Shōnen'yo, Yowaku Are" (少年よ、弱くあれ)                         | Ryōta Aikei           | Ngày 23 tháng 10 năm 2020 |
| Phần tóm tắt nội dung |                                                                    |                       |                           |
| 18                    | "Seijo no Kunō / Otoko, Asaruto" (聖女の苦悩 / 男、突撃)           | Makoto Katō           | Ngày 30 tháng 10 năm 2020 |
| Phần tóm tắt nội dung |                                                                    |                       |                           |
| 19                    | "Oze Ichimon" (尾瀬一門)                                           | Tetsuji Nakamura      | Ngày 7 tháng 11 năm 2020  |
| Phần tóm tắt nội dung |                                                                    |                       |                           |
| 20                    | "Hakai Heiki" (破壊兵器)                                           | Jun'ichirō Hashiguchi | Ngày 14 tháng 11 năm 2020 |
| Phần tóm tắt nội dung |                                                                    |                       |                           |
| 21                    | "Setteki" (接敵)                                                   | Shō Sugawara          | Ngày 21 tháng 11 năm 2020 |
| Phần tóm tắt nội dung |                                                                    |                       |                           |
| 22                    | "Metsubō no Takurami" (滅亡の企み)                                 | Ryōta Aikei           | Ngày 28 tháng 11 năm 2020 |
| Phần tóm tắt nội dung |                                                                    |                       |                           |
| 23                    | "Enbyō" (炎猫)                                                     | Shuntarō Tozawa       | Ngày 5 tháng 12 năm 2020  |
| Phần tóm tắt nội dung |                                                                    |                       |                           |
| 24                    | "Gekidō no Kizashi" (激動の兆し)                                   | Tatsuma Minamikawa    | Ngày 12 tháng 12 năm 2020 |
| Phần tóm tắt nội dung |                                                                    |                       |                           |

## BD / DVD

### Chính hãng
| Tập ghi theo đĩa   | phát hành            | Tập lẻ  | Mã số sản phẩm tiêu chuẩn | Mã số sản phẩm tiêu chuẩn | Nguồn  |
| Tập ghi theo đĩa   | phát hành            | Tập lẻ  | BD                        | DVD                       | Nguồn  |
| ------------------ | -------------------- | ------- | ------------------------- | ------------------------- | ------ |
| Mùa 1              |                      |         |                           |                           |        |
| 1                  | 27 tháng 9 năm 2019  | 1 - 2   | DMPXA-040                 | DMPBA-062                 | [ 75 ] |
| 2                  | 25 tháng 10 năm 2019 | 3 - 6   | DMPXA-041                 | DMPBA-063                 | [ 76 ] |
| 3                  | 29 tháng 11 năm 2019 | 7 - 10  | DMPXA-042                 | DMPBA-064                 | [ 77 ] |
| 4                  | 27 tháng 12 năm 2019 | 11 - 14 | DMPXA-043                 | DMPBA-065                 | [ 78 ] |
| 5                  | 31 tháng 1 năm 2020  | 15 - 17 | DMPXA-044                 | DMPBA-066                 | [ 79 ] |
| 6                  | 28 tháng 2 năm 2020  | 18 - 20 | DMPXA-045                 | DMPBA-067                 | [ 80 ] |
| 7                  | 27 tháng 3 năm 2020  | 21 - 24 | DMPXA-046                 | DMPBA-068                 | [ 81 ] |
| Kho lưu trữ: Khác: |                      |         |                           |                           |        |

### Amazon.com
| Tên đĩa | phát hành           | Số đĩa | Tập lẻ  | ASIN            | Studio     |
| Mùa 1   | Mùa 1               | Mùa 1  | Mùa 1   | Mùa 1           | Mùa 1      |
| ------- | ------------------- | ------ | ------- | --------------- | ---------- |
| Phần 1  | 31 tháng 3 năm 2020 | 4      | 1 - 12  | ASIN B082PQVYB6 | Funimation |
| Phần 2  | 29 tháng 9 năm 2020 | 4      | 13 - 24 | ASIN B08BF44GVP | Funimation |

| Tên đĩa | phát hành          | Số đĩa | Tập lẻ | ASIN            | Studio              |
| Mùa 1   | Mùa 1              | Mùa 1  | Mùa 1  | Mùa 1           | Mùa 1               |
| ------- | ------------------ | ------ | ------ | --------------- | ------------------- |
| Phần 1  | 4 tháng 5 năm 2020 | 2      | 1 - 12 | ASIN B0849YXDH9 | Manga Entertainment |

| Tên đĩa | phát hành          | Số đĩa | Tập lẻ | ASIN            | Studio              |
| Mùa 1   | Mùa 1              | Mùa 1  | Mùa 1  | Mùa 1           | Mùa 1               |
| ------- | ------------------ | ------ | ------ | --------------- | ------------------- |
| Phần 1  | 4 tháng 5 năm 2020 | 2      | 1 - 12 | ASIN B0849YL7J5 | Manga Entertainment |

### Crunchyroll
| Phần 1 | 17 tháng 6 năm 2020 | 1 - 12 | [ 84 ] |